# Барбой Володимир Маркович
Володимир Маркович (Велвл Меєрович) Барбой (1916, Чернівці — 1988, Єрусалим) — радянський вчений-хімік і педагог. Відомий київський сіоніст 1970-х років, який перебував десять років в ув'язненні. Перший професор, що покинув СРСР і виїхав до Ізраїлю.

## Біографія
Велвл Меєрович Барбой народився в 1916 році в Чернівцях Вінницької області в бідній єврейській родині вчителя Меєра-Лейба Барбоя і Рухл Литвак. Із восьми років він почав працювати на посаді рахівника на місцевій фабриці. Школу він так і не закінчив, але вступив до Інституту легкої промисловості, сказавши, що документи вкрали і він принесе їх пізніше. Через півроку його вирішили виключити з Інституту через те, що він не проходив за критеріями вступу. За студента заступився учитель математики, який сказав що Володимир був кращим учнем у класі.
Інститут Барбой закінчив достроково (за п'ять років замість шести). 6 листопада 1938 року він одружився зі своєю однокурсницею Раїсою Борисівною Ліокумович. Під час війни Барбой опинився в німецькому полоні, потім багато років просидів у радянських таборах, звільнився 2 січня 1952 року. У 1963 році він успішно захистив докторську дисертацію на тему «Стійкість ліофобних золів».
Через антисемітизм багато разів хотів покинути країну. У 1972 році він був заарештований біля синагоги. У газеті «Правда Украины» за 26 квітня 1972 рік була опублікована стаття « В сітці сіонізму». У даній статті засуджувався активіст алії В. Барбой, а сама публікація містила багато понівечених фактів про «хуліганство і дебоширство» євреїв, які бажають репатріюватися в Ізраїль. Коли він подавав документи на виїзну візу в Ізраїль, в КДБ йому сказали, що шансів виїхати у нього немає. Однак йому запропонували стати завідувачем кафедри і отримати значну надбавку до зарплати. Після того, як Барбой відмовився, він був звільнений з роботи і отримав п'ятнадцять діб арешту.
Перед приїздом президента США Ніксона в СРСР Барбой наполіг на видачі йому візи і виїхав до Ізраїлю. Таким чином, він став першим професором, який емігрував із СРСР до Ізраїлю. В Єрусалимі Володимир Барбой отримав роботу в Єврейському університеті, де викладав студентам на івриті хімію.
Автор наукових праць в області фізичної та колоїдної хімії.